# Małżeństwo w mroku
Małżeństwo w mroku (niem. Ehe im Schatten) – niemiecki film dramatyczny w reżyserii Kurta Maetziga, zrealizowany w 1947 w okupowanych Niemczech. 

## Obsada
- Paul Klinger jako Hans Wieland
- Ilse Steppat jako Elisabeth Maurer
- Alfred Balthoff jako Kurt Bernstein
- Claus Holm jako dr Herbert Blohm
- Willy Prager jako dr Louis Silbermann
- Hans Leibelt jako Fehrenbach
- Hilde von Stolz jako Greta Koch
- Gerda Mallwitz jako Ruth Hallwig
- Alfred Maack jako rybak Voss
- Karl Hannemann jako gestapowiec

## Opis fabuły
Aktor Hans Wieland odmawia rozwodu ze swoją żoną aktorką, Elisabeth, która jest Żydówką, nawet gdy władze nazistowskie wywierają na niego ekstremalną presję.Zabiera ją nawet na premierę jednego z jego filmów, gdzie nieświadomie przedstawia się wysokiemu urzędnikowi partii nazistowskiej. Po odkryciu, że czarująca kobieta na premierze była w rzeczywistości Żydówką, nakazuje jej aresztowanie.  Hans Wieland otrzymuje ultimatum od swojego byłego przyjaciela Herberta Blohma, obecnie nazistowskiego urzędnika w Reichskulturministerium (posłudze kultury), aby uratować się, rozwodząc się z żoną. Wiedząc, że jego żona umrze w obozie koncentracyjnym, Hans Wieland wraca do domu i piją truciznę w kawie, jednocześnie recytując końcową sceny tragicznej roli Fryderyka Schillera Intryga i miłość razem. Film kończy się dedykacją dla prawdziwego aktora Joachima Gottschalka, który popełnił samobójstwo ze swoją żydowską żoną Meta Wolff i ich dziewięcioletnim synem Michaelem.